# Expedition GeForce
Expedition GeForce är en berg- och dalbana i nöjesparken Holiday Park, Tyskland. Banan, som är tillverkad av Intamin AG, togs i drift 18 juni 2001 för att fira parkens 30-årsjubileum.